# 拉努维奥
拉努维奥（義大利語：Lanuvio），是意大利拉齐奥大区罗马首都广域市的一个市镇。总面积43.91平方公里，人口12894人，人口密度293.6人/平方公里（2009年）。ISTAT代码为058050。